# Pfarrkirche Rosegg

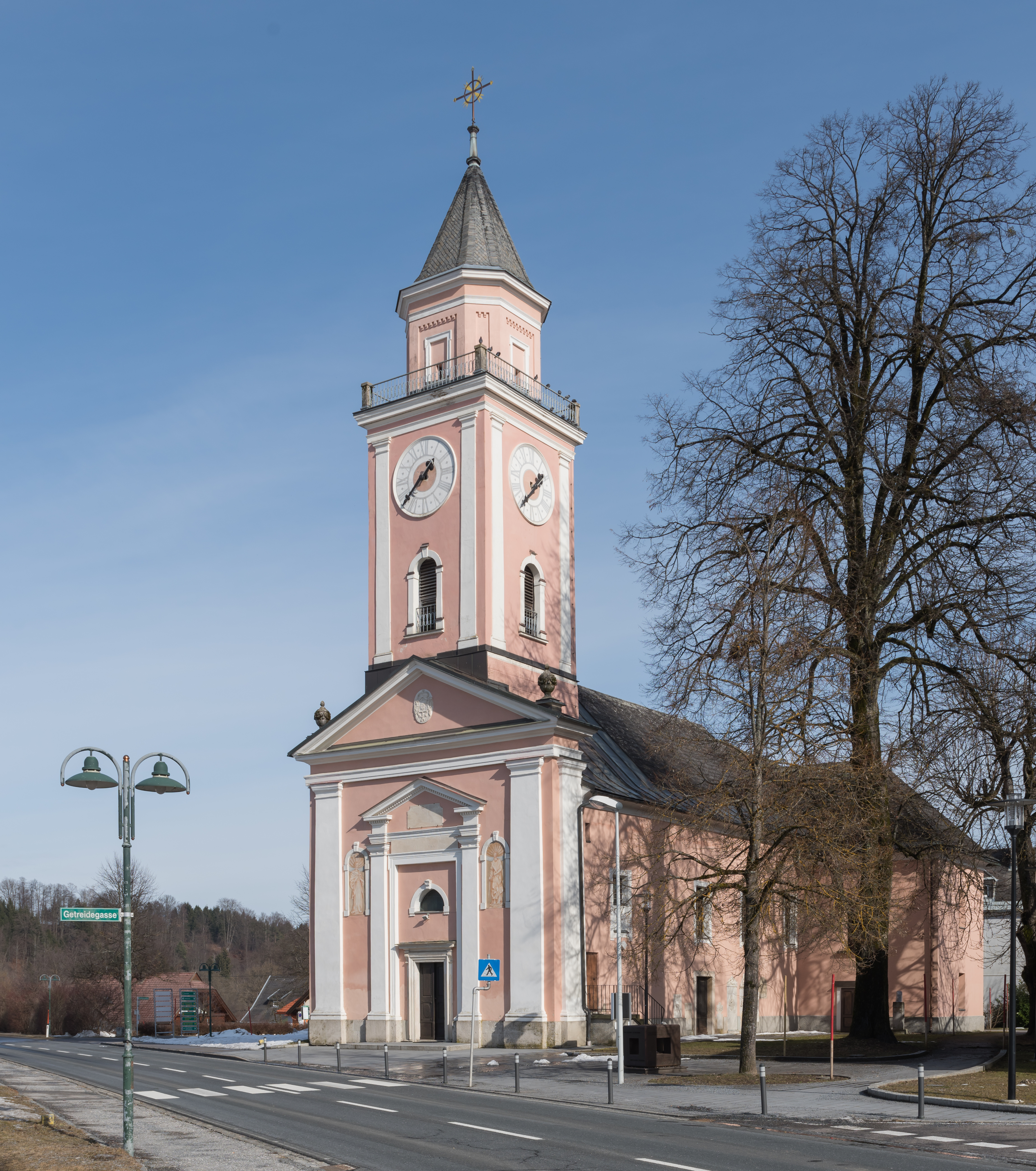
Katholische Pfarrkirche hl. Michael in Rosegg

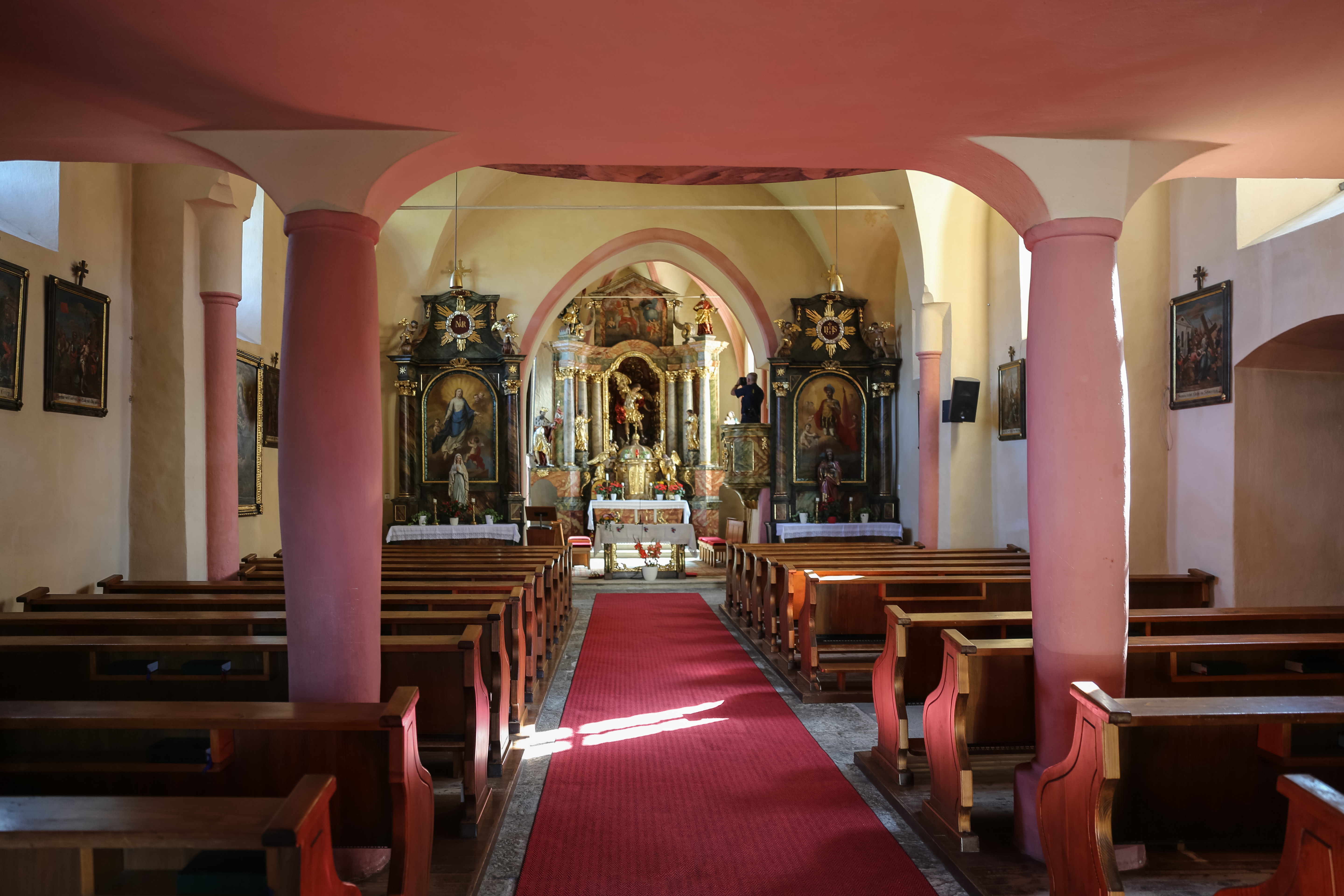
Langhaus, Blick zum Chor

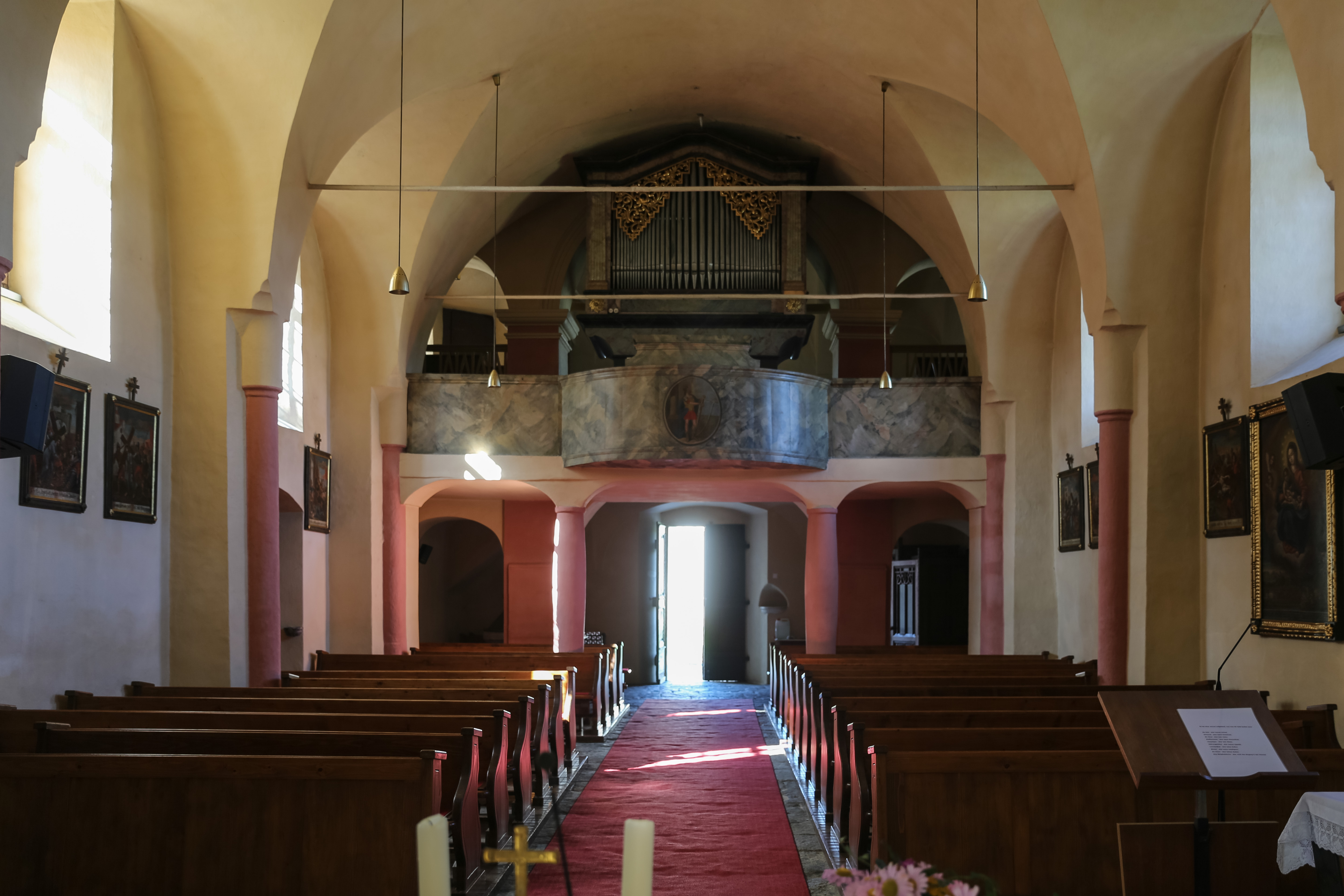
Langhaus, Blick zur Empore

Die römisch-katholische Pfarrkirche Rosegg steht nördlich in der Ortschaft der Marktgemeinde Rosegg im Bezirk Villach-Land in Kärnten. Die dem Patrozinium des Heiligen Erzengel Michael unterstellte Pfarrkirche gehört zum Dekanat Rosegg/Rožek in der Diözese Gurk-Klagenfurt. Die Kirche steht unter Denkmalschutz (Listeneintrag).

## Geschichte
Urkundlich wurde 1069, 1206 und 1302 eine Kirche genannt.
Der im Kern wohl romanische und spätgotische Kirchenbau aus der zweiten Hälfte des 12. Jahrhunderts wurde 1813 durch die Franzosen zerstört und 1819 unter dem Patronat von Franz Orsini-Rosenberg unter Verwendung der spätgotischen Pfeiler wieder aufgebaut und nach Westen erweitert, das spätgotische Turmquadrat blieb erhalten. 1986 wurde die Kirche außen und 1992 innen mit der Rekonstruktion der klassizistischen Architekturpolychromie restauriert.

## Architektur
Das Kirchenäußere zeigt ein wohl im Kern romanisches Langhaus und einen spätgotischen Chor. Der ehemalige Chorturm wurde durch einen Westturm ersetzt, er zeigt eine klassizistische Westfront. Der Turm hat rundbogige Schallfenster, einen achteckigen Aufsatz und trägt einen Spitzhelm. Die Westfront mit einer Giebelbekrönung über seitlichen Pilastern, ein weiterer Giebel über Pilastern ist in die Fassade eingestellt, das Portal hat einen geraden Sturz und nennt 1819. Nördlich steht ein spätbarocker Sakristeianbau aus dem Jahr 1797, südlich steht ein zweigeschoßiger, spätbarocker Anbau. Das Langhaus hat Segmentbogenfenster, im Emporenjoch halb vermauert. Der Chor hat zweifach abgetreppte Strebepfeiler und im Chorschluss drei Spitzbogenfenster, am mittleren Fenster sind noch Reste des gotischen Maßwerkes erhalten.
Das Kircheninnere zeigt ein vierjochiges Langhaus, gegenüber dem Chor leicht nach Norden verschoben unter einem flachen Tonnengewölbe mit Stichkappen auf Pfeilern mit halbrunden Wandvorlagen vom spätgotischen Bau. Die große gemauerte Empore steht auf zwei mächtigen Pfeilern, die Brüstung hat einen vorschwingenden hölzernen Orgelerker. Der eingezogene spitzbogige Triumphbogen hat eine breite Laibung. Der einjochige Chor mit einem Fünfachtelschluss hat zwischen dem Joch und dem Schluss einen breiten, beidseitig gekehlten Spitzbogen, das Kreuzrippengewölbe ruht auf halber Höhe auf halbrunden Wandvorlagen und hat zwei runde Schlusssteine, im Joch befinden sich beidseits das barocke Portal mit geradem Sturz, südlich gibt es eine barocke Empore mit einer leicht vorschwingenden Brüstung.
Unter der Westempore befindet sich eine barocke Wandmalerei Maria mit Kind.

## Einrichtung
Der Hochaltar aus dem zweiten Drittel des 18. Jahrhunderts hat an den Seiten eine vorschwingende Säulenarchitektur mit Opfergangsportalen, er trägt die Mittelfigur hl. Michael und seitlich die Heiligen Laurentius und Stephanus und über den Opfergangsportalen Leopold und Josef mit Kind, im Aufsatz Dreifaltigkeit und seitlich Florian und Märtyrer.
Die neobarocken Seitenaltäre zeigen die Bilder Mariä Himmelfahrt links und hl. Florian rechts gemalt von Koch 1843 und 1846.
Die barocke Orgel zeigt auf der vorschwingenden Holzbrüstung das Bild König David.

## Grabdenkmäler
Außen
- An der Südwand des Langhauses befindet sich ein Reliefstein Dreifaltigkeit 1686 und Reliefgrabsteine 1756 und 1777.
- Es gibt einen Grabstein zu Abraham Hochenkircher, Pfleger der Herrschaft Rosegg 1605.
- Ein Grabstein mit dem Relief Gekreuzigter zu Seifried Steyrer aus dem 17. Jahrhundert, teils durch einen Stiegenanbau verdeckt.
- Es gibt eine Wappengrabplatte zu Wolfgang und Casper von Perkham und Rosegkht 1521.

Innen
- Im Chor eine Steinplatte mit Kreuzigung und Musiknoten aus der zweiten Hälfte des 16. Jahrhunderts.